# Dziki Bór
Dziki Bór – wieś w Polsce położona w województwie mazowieckim, w powiecie sierpeckim, w gminie Szczutowo. Ma status sołectwa.
Przez Dziki Bór przepływają rzeki Skrwa oraz Urszulewka.

## Podział administracyjny
W latach 1975–1998 miejscowość administracyjnie należała do województwa płockiego.

## Demografia
Według spisu powszechnego z 1921 we wsi było 13 budynków i 98 mieszkańców, spośród których wszyscy deklarowali się jako osoby wyznania rzymskokatolickiego.
Według Narodowego Spisu Powszechnego (III 2011 r.) wieś liczyła 72 mieszkańców.